# Rocourt (Frankrijk)
Rocourt is een voormalige gemeente in het Franse departement Vosges in de regio Grand Est en telt 25 inwoners (2009). De plaats maakt deel uit van het arrondissement Neufchâteau.

## Geschiedenis
De gemeente maakte deel uit van het kanton Lamarche totdat het op 22 maart 2015 werd opgeheven en opging in het kanton Darney. Op 1 januari 2017 werd de gemeente opgeheven en opgenomen in de aangrenzende gemeente Tollaincourt.

## Geografie
De oppervlakte van Rocourt bedraagt 1,9 km², de bevolkingsdichtheid is dus 13,2 inwoners per km².
De onderstaande kaart toont de ligging van Rocourt (Frankrijk) met de belangrijkste infrastructuur en aangrenzende gemeenten.

## Demografie
Onderstaande figuur toont het verloop van het inwonertal.